# Maestro di Anghiari
Il Maestro di Anghiari, o Maestro della Battaglia di Anghiari (fl. XV secolo), è stato un pittore italiano, attivo nella seconda metà del Quattrocento.

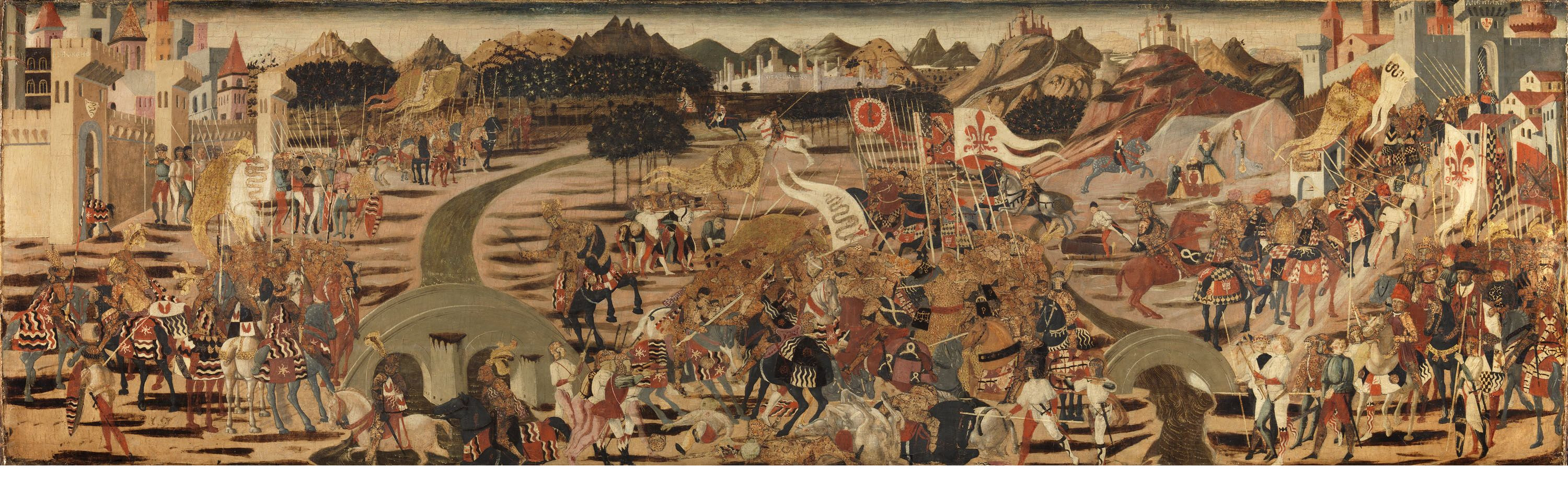
Battaglia di Anghiari, National Gallery of Ireland

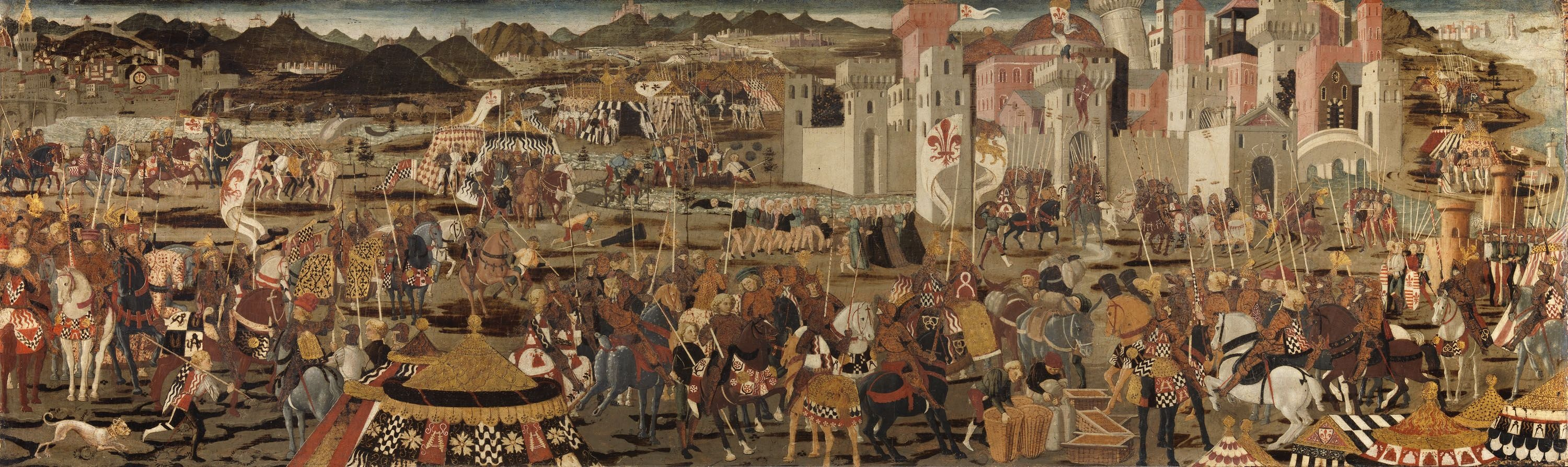
Presa di Pisa, National Gallery of Ireland

Prolifico produttore di forzieri e cassoni dipinti, deve il suo nome a un pannello con la Battaglia di Anghiari facente coppia con un altro pannello su cui è rappresentata la Presa di Pisa, entrambi nella National Gallery of Ireland. Influenzato da Paolo Uccello e specializzato in scene di battaglie, spiccano nelle sue opere il gusto ricorrente per gli emblemi araldici su bandiere, stendardi e gualdrappe, lo studio delle diverse pose possibili nei cavalli, la descrizione attenta della consistenza delle superfici nei vari materiali. L'ampio ricorso a dorature e punzonature incontrava il gusto sfarzoso della committenza privata.